# Euapta tahitiensis
Euapta tahitiensis is een zeekomkommer uit de familie Synaptidae.
De wetenschappelijke naam van de soort werd in 1955 gepubliceerd door Gustave Cherbonnier.